# 永野為武
永野 為武（ながの ためたけ、1910年12月12日 - 1994年12月14日）は、日本の生物学者。俳人としても活動した。東北大学名誉教授。

## 経歴
出生から修学期
1910年、愛媛県松山市で生まれた。東北帝国大学理学部生物学教室で学び、1933年に卒業。同年、同大学大学院に進学し、動物生理学を専攻した。
生物学者として
1936年3月、大学院を退学し、東北帝国大学理学部副手に採用された。後、講師昇格。
戦後、東北大学教養部、農学部助教授に昇格。1948年、学位論文『Physiological studies on the pigmentary system of Crustacea (甲殻類色素系の生理学的研究)』を東北大学に提出して理学博士号を取得。1949年、東北大学教養部教授に昇格。1964年から1965年まで、教養部長も務めた。1974年に東北大学を定年退官し、名誉教授となった。宮城県教育委員会委員長をつとめた。
委員・役員
- 東北大学評議員(1948～1954年)
- 文部省大学入試改善会議委員
- 内閣東北開発審議会委員
- 日本動物学会評議員
- 大学入試改善委員会分科会委員長

## 受賞・栄典
- 1983年：勲三等旭日中綬章を受章[1]。

## 俳人として
- 「小名木滋」名義で初期には発表している。
- 「孫柳」の号で『俳句饗宴』を主催した（石崎素城が現在は主催者）。
- 1992年に俳句饗宴社が立てた句碑「小浜菊　水主(かこ)にはありし　御船歌」が宮城県松島町松島字愛宕裏にある[3]。
- 仙台市立八木山小学校の校歌[4]、仙台市立長命ケ丘小学校の校歌[5]、大崎市立鹿島台中学校の校歌[6]、宮城県第二工業高等学校の校歌[7]を作詞している。

## 著作

### 著書
- 『理論生物学論叢』昭和書房 1943
- 『科学の衣裳』冨山房 1947
- 『トーマス・ハックスリ小伝』生活社(日本叢書) 1947
- 『小動物物語』広島図書(銀の鈴文庫,社会科学篇) 1950
- 『生物と環境』三省堂(理科文庫) 1951
- 『科学の窓』石崎書店 1953
- 『高校くわしい生物』学術図書出版社 1955
- 『科学史』三省堂(やさしい科学選集) 1957
- 『さまざまな視覚の世界』新潮社 1966
- 『よくわかる生物 旺文社 1966.3
- 『甘言充巷 <竜>の社会事評100章』宮城時事新報社 1967
- 『工学的生物学』文理書院 1969
- 『動物の“ことば"の秘密』旺文社新書 1970
- 『動物の行動』(生態学講座 22) 共立出版 1972
- 『宮城県をめぐる「おくのほそ道」の謎解き 徳陽相互銀行 1988

### 共著編
- 『生物の辞典』柘植秀臣・谷田専治共編、岩崎書店 1956
- 『科学なるほどブック』東北出版 1958
- 『最新生物学概論』猪野俊平共著、三共出版 1961
- 『新編自然科学概論』本多修郎・大内義一共著、理想社 1962
- 『生活科学概論』内田老鶴圃新社 1966
- 『英和和英生物学用語辞典』三共出版 1972
- 『生物科学概論』猪野俊平共著、三共出版 1973

### 訳書
- 『動物の行動・環境』 バートランド・ラッセル著、石田周三共訳　岩波書店 1937
- 『家畜・栽培植物の変異』上 (ダーウィン全集 4) 篠遠喜人共訳、白揚社 1938
- 『自然と生命』ホワイトヘッド 柘植秀臣共訳 三省堂 1939
- 『珊瑚礁』(ダーウィン全集 3) 白揚社 1940
- 『細菌物語』B.B.メイル著、谷田専治共訳 青木書店(文化叢書) 1940
- 『白蟻談義：原名白蟻の心』ユージーン・マレース（英語版）著、谷田専治共訳 日新書院 1941
- 『本能の研究』ニコラス・ティンベルヘン著、三共出版 1957
- 『動物の行動』J.P.スコット（英語版）著、法政大学出版局 1961
- 『本能の研究』[8]ニコラス・ティンバーゲン著、三共出版 1975

### 文芸に関連する著作
- 『樹齢』小名木滋名義 風流陣発行所、1939
- 『砂時計』句集 永野孫柳 俳句饗宴社(俳句饗宴叢書) 1971
- 『琳琅館』句集 永野孫柳 俳句饗宴社(俳句饗宴叢書) 1976
- 『寿林』永野孫柳句集 1980
- 『新みちのく歳時記』永野孫柳編著 宝文堂出版 1982
- 『東紅西藍』随筆 俳句饗宴社(俳句饗宴叢書) 1984
- 『旧山河』永野孫柳句集 俳句饗宴社 1984
- 『花筐』永野孫柳七部句集 四季画廊 1987

## 参考
- 「永野為武教授略年譜」PDF
- 『文藝年鑑』1955